# Pułk Milicji Konnej Inowrocławskiej płk. Józefa Trzebuchowskiego
Pułk Milicji Konnej Inowrocławskiej – polski oddział kawalerii wchodzący w skład wojsk powstańczych okresu insurekcji kościuszkowskiej.

## Formowanie
Pułk sformowany został we wrześniu 1794 na terenie województwa inowrocławskiego przez płk. Józefa Trzebuchowskiego. W październiku pułk liczył 200 konnych zorganizowanych w dwa szwadrony. 

## Żołnierze pułku
Organizatorem i dowódcą pułku był stolnik inowrocławski płk Józef Trzebuchowski. W pułku służył też rtm. Piotr Trzebuchowski. 